# Alfredo Galera
Alfredo Galera Paniagua (Alcázar de San Juan, 1 de agosto de 1899-Málaga, 2 de agosto de 1990) fue un militar español que tuvo un papel relevante en la guerra civil y, posteriormente, durante la Dictadura franquista. Llegó a ser capitán general de varias regiones militares, así como procurador en las Cortes franquistas. En el ejército alcanzó el rango de teniente general.

## Biografía
Nació en la localidad manchega de Alcázar de San Juan el 1 de agosto de 1899. A temprana edad ingresó en la Academia de Infantería de Toledo, donde se diplomó en 1916. En junio de 1918 fue promovido al empleo de teniente y destinado al Regimiento «Otumba» n.º 49, de Valencia. Posteriormente sería destinado al protectorado de Marruecos, donde llegó a estar a las órdenes del coronel Osvaldo Capaz. En la década de 1920 tomó parte en diversas operaciones militares en el norte de África, y en 1927 ascendió al empleo de comandante por méritos de guerra.

### Guerra civil
En julio de 1936, cuando se produjo el estallido de la Guerra civil, tenía el rango de comandante de Regulares. Se unió a las fuerzas sublevadas y junto a la Mehal-la Jalifiana que mandaba marchó al Frente de Aragón. Llegaría a ser comandante de la «Brigada móvil» de Zaragoza, unidad con la que rechazó una ofensiva republicana en el sector de Fuentes de Ebro. Posteriormente sería jefe de infantería de la 53.ª División, destacada en el frente aragonés.
Llegó a alcanzar el mando de la 84.ª División, con el rango de coronel. Al frente de esta unidad intervino en las batallas de Levante y el Ebro, a donde fue enviada su división como refuerzo del Cuerpo de Ejército Marroquí mandado por Yagüe. En marzo de 1939 participó en la llamada ofensiva de la «victoria», realizando una profunda penetración en territorio republicano.

### Dictadura franquista
Tras el final de la contienda llegó a mandar las divisiones 51.ª y 102.ª, ascendiendo al rango de general de brigada en 1943. Posteriormente ejercería numerosos cargos en el seno de la administración del Protectorado español de Marruecos: delegado de Asuntos Indígenas, así como secretario general y delegado general de la Alta Comisaría de España en Marruecos. En 1948 ascendió al rango de general de división. Tras regresar de Marruecos, durante este periodo ocupó destinos militares en la península. En 1950 fue nombrado miembro del Consejo Supremo de Justicia Militar. Ocuparía el cargo de gobernador militar de Valencia entre 1951 y 1952, jefe de la División Acorazada en Madrid, y posteriormente capitán general de la VI Región militar —tras ser ascendido a teniente general—.
En agosto de 1956 fue nombrado comandante del Ejército español en Marruecos y gobernador general de las Plazas de soberanía del norte de África. Galera recibió el mando de este Ejército con el objetivo de reorganizar las fuerzas coloniales, tras la independencia de Marruecos. Permaneció destinado en el norte de África hasta 1962, año en que fue nombrado capitán general de la II Región Militar con sede en Sevilla. Cesó en este puesto en 1965, cuando pasó a la situación de reserva. 
Además de los cargos militares, fue nombrado procurador en las Cortes franquistas. De entre todos los militares que fueron procuradores, Galera Paniagua fue uno de los más activos. En las cortes llegaría a ser presidente de la Comisión de Defensa Nacional. En noviembre de 1968 fue nombrado consejero del Reino.
Tras la muerte de Franco, fue uno de los 59 procuradores en las Cortes Franquistas que el 18 de noviembre de 1976 votaron en contra de la Ley para la Reforma Política que derogaba los Principios Fundamentales del Movimiento.

## Vida privada
En 1924 contrajo matrimonio con Julia Echenique, con la que tuvo cuatro hijos.
El matrimonio Galera mantuvo una estrecha amistad con la pianista aragonesa Pilar Bayona.

## Condecoraciones
- Medalla de Sufrimientos por la Patria (1939)[25]
- Gran Cruz de la Orden del Mérito Civil (1944)[26]
- Gran Cruz de la Real y Militar Orden de San Hermenegildo (1950)[27]
- Gran Cruz de la Orden del Mérito Militar (1960)[28]
- Gran Cruz de la Orden Imperial del Yugo y las Flechas (1961)[29]
- Gran Cruz del Mérito Naval, con distintivo blanco (1962)[30]
- Gran Cruz de la Orden del Mérito Aeronáutico (1964)[31]
- Gran Cruz de la Orden de Isabel la Católica (1969)[32]